# Whitney Thompson
Whitney Thompson (Atlantic Beach, Florida, 26 de septiembre de 1987) es una modelo estadounidense y ganadora del décimo ciclo de America's Next Top Model. Fue la primera modelo plus sized (talla grande) en ganar el concurso. Es la segunda ganadora procedente de Florida, la otra concursante es Yoanna House (ciclo 2). Como parte del premio, Thompson ganó un contrato con los cosméticos de CoverGirl por 100,000.00 dólares y aparecer en la portada de julio de la revista Seventten. También obtuvo un contrato para ser representada por la agencia de Elite Model Management.

## America's Next Top Model
Es la primera modelo de talla grande en ganar "America's Next Top Model". Su paso por el programa ha servido de ejemplo a las chicas de tallas grandes.
Durante todo el concurso, no mostró tanta fuerza como la modelo que obtuvo el segundo puesto: Anya Kop; aun así, fue una de las mejores en la pasarela y evidentemente, su foto de Cover Girl "Lash Blast Mascara" fue la más admirable; su comercial, resultó ser algo falso, pero llegó a complacer a algunos de los jueces.
Logró ganar gracias a su esfuerzo, puesto que nunca se rindió a pesar de haber sido juzgada y en algunos casos, discriminada por su peso; hasta lo usó a su favor en muchas ocasiones llamando la atención, pues resultó ser muy notable.
Ahora, Thompson ha posado desnuda para la campaña de Love Your Body Day, una iniciativa que trata de alertar sobre los dictados de la moda y sus peligros contra la salud. Su objetivo era reivindicar la necesidad de la mujer de sentirse bien con su físico sin necesidad de dejar de comer o de estar excesivamente delgada.
"Estoy aquí porque me gusto como soy, y quiero que otras mujeres de América también se gusten", declaró tras su victoria.
Al frente de esta ONG está su compañera en las fotos, Chenese Lewis, que dirige esta organización que trata de ayudar a las mujeres a que estén satisfechas con su aspecto físico, más allá de tallas y básculas.

## Televisión
| Programa                            | Episodio                          | Datos Adicionales                                          |  |
| ----------------------------------- | --------------------------------- | ---------------------------------------------------------- |  |
| America's Next Top model (Ciclo 10) | Todos                             | Ganadora                                                   |  |
| America's Next Top Model (Ciclo 11) | Ahora me ves, ahora no me ves     | Invitada (22 de octubre de 2008)                           |  |
| America's Next Top Model (Ciclo 11) | La America's next top model es... | Invitada: Abrió el desfile final (19 de noviembre de 2008) |  |
| America's Next Top Model (Ciclo 12) | Here's your test (Sexto episodio) | Invitada: Top Model en Acción (1 de abril de 2009)         |  |
| America's Next Top Model (Ciclo 22) | La chica que se posesiona         | Invitada (9 de septiembre de 2015)                         |  |